# Inovce
Inovce est un village de Slovaquie situé dans la région de Košice.

## Histoire
Première mention écrite du village en 1555.

## Démographie

### Évolution de la population
| Année:               | 1994. | 2004.    | 2014.   | 2024.    |
| -------------------- | ----- | -------- | ------- | -------- |
| Nombre de personnes: | 280   | 235      | 212     | 189      |
| Différence:          |       | -16,07 % | -9,78 % | -10,84 % |

| Année:               | 2023. | 2024. |
| -------------------- | ----- | ----- |
| Nombre de personnes: | 189   | 189   |
| Différence:          |       | +0 %  |

## Patrimoine
Dans le village, on peut admiré une église en bois de rites grec bâtie en 1836 et dédiée à l'Archange Michel.

## Politique
| Nom            | Parti politique         | Date de l'élection | Fin du mandat |
| -------------- | ----------------------- | ------------------ | ------------- |
| Ladislav Polák | ĽS-HZDS,SNS,KDH,SDKÚ-DS | 02.12.2006         | Déc. 2010     |